# 김재환 (1988년 5월)
김재환(金載桓, 1988년 5월 27일 ~ )은 대한민국의 전 축구 선수이다.

## 클럽 경력
전주시 출신의 김재환은 전주대학교 졸업 후 2011년 K리그 신인 드래프트에서 전북 현대 모터스에 입단하였다. 그는 전북의 두터운 수비진 때문에 자주 출전 기회를 갖지 못하였으나, 2011년 5월 10일 AFC 챔피언스리그 아레마 말랑전에서 데뷔전을 치렀다.
2012년 7월 주전 출전을 위해 콘사돌레 삿포로로 임대 이적 하였고, 2013 시즌 복귀하였다. 2014 시즌 수원 FC로 임대되었다.